# Jean d'Estrées
Jean d'Estrées (Paris, 1666 — Paris, 3 de março de 1718) foi um sacerdote e político francês. Era neto de César d'Estrées e irmão de Victor-Marie d'Estrées, ambos também acadêmicos. Foi embaixador em Portugal em 1692 e na Espanha em 1703.
Foi eleito para a Academia Francesa em 1711, ocupando a cadeira n° 1.